# Friedrich Stahler
Friedrich Stahler (* 27. März 1908 in Frankenthal (Pfalz); † 1. September 1978 in Bayreuth) war ein deutscher Verwaltungsjurist in Bayern.

## Leben
Stahler studierte Rechtswissenschaft an der Preußischen Universität zu Greifswald und der Ludwig-Maximilians-Universität München. Mit Otto Rohlederer wurde er 1927 im Corps Makaria München aktiv. 1932 wurde er inaktiviert. Als Referendar wurde er 1934 an der Ruprecht-Karls-Universität Heidelberg zum Dr. iur. promoviert.
Er trat 1935 in den bayerischen Verwaltungsdienst und kam als Assessor zur Regierung in Oberbayern. Er war ab 1939 Soldat der Wehrmacht und nahm am Zweiten Weltkrieg teil. Er geriet in Kriegsgefangenschaft, aus der er 1947 entlassen wurde. In der Nachkriegszeit arbeitete er bei der Bayerischen Verwaltung der staatlichen Schlösser, Gärten und Seen. 1948 wurde er Landrat des Landkreises Bad Aibling. Von 1957 bis 1973 war er Regierungspräsident der Regierung von Oberfranken. Er unterstützte die Gründung der Universität Bayreuth. Er starb am Tage des Staffelstein-Kommerses, den er seit seiner Jugend liebte.

## Auszeichnungen
- Bayerischer Verdienstorden (1964)
- Goldener Ehrenring der Stadt Bayreuth[4]

## Schriften
Stahler schuf eine aufwändige Kartei sämtlicher Studenten aus der Pfalz (Bayern) bis ins 20. Jahrhundert, 30 gedruckte Aufsätze und weitere 36 Manuskripte, von denen sich 13 mit Studentengeschichte und 20 mit der Geschichte seines Corps befassen. In Einst und Jetzt, dem Jahrbuch des Vereins für corpsstudentische Geschichtsforschung, veröffentlichte er:
- Das Album des Hans von Thümmel Franconiae Jena, Lusatiae Leipzig. Ein Silhouettenstammbuch 1844–1848. Bd. 22 (1977), S. 191–206.
- Die Orden der Inseperabilisten in Erlangen. Personengeschichtliche Ergänzungen zu Dr. Ernst Meyer-Camberg, Bd. 21/1976, S. 65–71. Bd. 22 (1977), S. 251–253.
- Erinnerungen des Generaloberarztes ... Dr. med. Ferdinand v. Heuss. Personengeschichtliche Ergänzungen zu Dr. Herbert Kater, Bd. 21/1976, S. 205–234. Bd. 22 (1977), S. 255–256.
- Carl August v. Abel (1788–1859) Franconiae, Guestphaliae Gießen 1806/08, Bayerischer Staatsminister 1837–1847. Bd. 23 (1978), S. 112–126.
- Der Anteil der Corpsstudenten an der hohen Beamtenschaft des Königreichs Bayern 1806–1918. Bd. 23 (1978), S. 127–147.